# Bohemannia
Bohemannia là một chi bướm đêm thuộc họ Nepticulidae.

## Các loài
- Bohemannia auriciliella (Joannis, 1908)
- Bohemannia manschurella Puplesis, 1984
- Bohemannia nipponicella Hirano, 2010
- Bohemannia nubila Puplesis, 1985
- Bohemannia pulverosella (Stainton, 1849)
- Bohemannia quadrimaculella (Boheman, 1853)
- Bohemannia suiphunella Puplesis, 1984
- Bohemannia ussuriella Puplesis, 1984